# Greigia vanhyningii
Greigia vanhyningii L.B.Sm. è una pianta della famiglia delle Bromeliacee, endemica del Messico.

## Distribuzione e habitat
La specie è endemica delle regioni messicane di Veracruz, Oaxaca e Chiapas.